# Réglementation de la Formule 1 2003
Cette page présente les points les plus importants des règlements sportifs et techniques de la saison 2003 de Formule 1.

## Règlement sportif (nouveautés en caractères gras)
- Nouvelle attribution des points selon le barème 10 (1er), 8 (2e), 6 (3e), 5 (4e), 4 (5e), 3 (6e), 2 (7e), 1 (8e) et tous les résultats comptent.
- Pause obligatoire de trois semaines au soir du GP d'Allemagne (3 août). Les écuries doivent rejoindre leur base et ne peuvent pas faire rouler leurs monoplaces jusqu'au début du GP de Hongrie le 22 août.
- Chaque Grand Prix a une distance prévue de 305 km (plus la fin du dernier tour), mais ne doit pas excéder 2 heures en temps. (Exception : GP de Monaco prévu pour 260 km environ). La distance est réduite d'un tour si la procédure de départ est interrompue par un pilote en difficulté (cas du GP d'Autriche).
- Vendredi matin : essais libres pendant 2 heures avec une troisième voiture réservés aux écuries qui choisissent de n'effectuer que 10 jours d'essais privés entre le 1er mars et le 1er novembre.
- Vendredi : première séance d'essais qualificatifs. Les pilotes s'élancent un à un, dans l'ordre du championnat en cours, pour une série de trois tours (lancement depuis les stands, chronométrage sur un tour de piste lancé et décélération pour retour aux stands).
- Samedi : seconde séance d'essais qualificatifs. Les pilotes s'élancent un à un, dans l'ordre inverse des résultats de la veille, pour une série de trois tours (lancement depuis les stands, chronométrage sur un tour de piste lancé et décélération pour retour aux stands).
- Plus de "mulet".
- Monoplaces placées en parc fermé dès la fin des essais qualificatifs jusqu'au départ du GP.
- Tout pilote dont le temps de qualification dépasse de 7 % le temps de la pole position ne sera pas autorisé à prendre le départ (sauf sur décision des commissaires sportifs prise en raison de conditions exceptionnelles ayant empêché le concurrent de défendre ses chances).
- La vitesse dans les stands est limité à 60 km/h lors des essais et 80 km/h en course, sauf au GP de Monaco, 60 km/h en permanence.
- Disparition du « warm-up » du dimanche matin.
- Les qualités de gommes disponibles à chaque GP sont désormais libres.
- Quota de pneus alloué par week-end : 44 pneus "sec", 28 "pluie".
- Chaque pilote doit choisir avant le début des qualifications la qualité des pneus qu'il utilisera à la fois en qualification puis en course.
- Pas de limitation des essais privés mais les écuries qui choisissent de n'effectuer que 10 jours d'essais privés entre le 1er mars et le 1er novembre ont le droit, en contrepartie, de tourner en essais pendant 2 heures tous les vendredis matin de week-end de GP avec une troisième voiture.
- Si un pilote écope d'un stop-and-go de 10 secondes dans les 5 derniers tours de course, il n'a plus à effectuer la peine qui sera convertie en une pénalité de 25 secondes venant s'ajouter à son temps de course total.
- Interdiction des consignes d'équipe visant à interférer avec le résultat de la course.

Cette page présente les points les plus importants des réglements sportifs et techniques de la saison 2003 de Formule 1.

## Règlement technique (nouveautés en caractères gras)

### Moteur
- Moteur atmosphérique 4 temps, architecture V10 de 3 000 cm³ de cylindrée.
- Moteur suralimenté interdit.
- Pistons de section circulaire obligatoires.
- 5 soupapes par cylindre au maximum.

### Transmission
- Boîte de vitesses de 4 à 7 rapports obligatoire.
- Marche arrière obligatoire.
- Transmission aux roues arrière exclusivement.
- Interdiction des systèmes d'antipatinage (autorisés depuis 2001).
- Interdiction des boîtes de vitesses entièrement automatiques (système de changement semi-automatique autorisé).
- Interdiction de brouillage des émissions radio entre équipe et pilote.
- Interdiction des systèmes de contrôle de traction.
- Interdiction des systèmes d'antiblocage des roues.
- Interdiction des systèmes électroniques de départ automatisé (lauch control).
- Interdiction des systèmes d'assistance de direction.

### Télémétrie
- Interdiction des systèmes de télémétrie dans le sens stand-voiture.

### Carburants et fluides
- Carburant élaboré à partir des composants de base du carburant du commerce (norme Eurosuper).
- Réservoir de carburant souple, increvable avec canalisations auto-obturantes.
- Système obligatoire de trop-plein d'huile dans l'admission d'air.

### Structure de la monoplace
- Poids minimum de la monoplace, pilote compris : 600 kg.
- Hauteur et largeur minimales intérieures de la coque : 300 mm à la hauteur des roues avant.
- Distance minimale entre le haut du casque du pilote et le haut de l'arceau fixé à 70 mm.
- Rembourrage de 2,5 cm d'épaisseur autour des jambes du pilote.
- Introduction du Système HANS (Head And Neck Support) en carbone, solidaire du casque destiné à protéger les vertèbres cervicales en cas de coup du lapin.
- Baquet solidaire du pilote avec fixations standardisées.
- Structure d'absorption de choc arrière renforcée.
- Largeur hors-tout de la monoplace : 1,80 m.
- Largeur maximale au niveau de l'aileron avant : 140 cm.
- Largeur maximale au niveau des roues arrière : 100 cm.
- Hauteur de l'aileron arrière : 100 cm maximum.
- Longueur de la voiture en arrière de l'axe des roues arrière : 50 cm.
- Longueur de la voiture en avant de l'axe des roues avant : 120 cm.
- Pas de longueur maximale ou minimale imposée de la monoplace.

### Freins
- Double circuit de freinage obligatoire.
- Étriers de freins en aluminium à 6 pistons au maximum.
- Épaisseur des disques limitée à 28 mm, diamètre limité à 278 mm.

### Roues
- Largeur maximale de la roue complète de 380 mm à l'arrière et 255 mm à l'avant.
- Diamètre de la roue complète de 660 mm.
- Rainurage obligatoire des pneus : 4 stries à l'avant comme à l'arrière.
- Stries de 2,5 mm de profondeur, 14 mm de largeur en surface et 10 mm au fond de la gorge.
- Système de retenue des roues par 2 câbles.